# Байбатыров, Ерболат Сагатович
Ерболат Сагатович Байбатыров (род. 25 июля 1986, Калмыково) — казахстанский самбист, многократный чемпион мира, заслуженный мастер спорта Республики Казахстан.

## Карьера
Ерболат Байбатыров родился в 1986 году в селе Тайпак Уральской области. Первой большой победой Ерболата стала «бронза» чемпионата мира среди юниоров 2003 года. Становился чемпионом Азии среди юниоров и среди молодёжи. В июне 2005 года в Ташкенте Ерболат становится бронзовым призёром в категории до 52 кг. Позже побеждает на ряде турниров, в том числе в соревнованиях на приз Президента Казахстана Н. А. Назарбаева в 2007 году в Уральске. В 2007 году становится чемпионом Азии в Ташкенте.
Вначале Ерболата тренировал Берик Жумагалиев, которого затем сменил Казбек Ибрашев. С 2007 года Ерболат занимается под руководством Райымбека Мендыгалиева.
В ноябре 2007 года в Праге становится бронзовым призёром чемпионата мира в категории до 52 кг.
А в ноябре 2008 года в Санкт-Петербурге впервые становится чемпионом мира в категории до 52 кг. В финальном поединке Ерболат победил российского самбиста Валерия Соронокова.
В 2009 году второй раз становится чемпионом Азии.
На чемпионате мира 2009 года в греческих Салониках снова завоёвывает золото. Противником Ерболата в финале был российский самбист Денис Черенцов.
На чемпионате мира 2010 года в Ташкенте Ерболат завоёвывает своё третье золото, на этот раз в категории до 57 кг. В финале Ерболат оказался сильнее азербайджанца Ислама Гасимова.
С чемпионата мира 2011 года в Вильнюсе Байбатыров привозит своё четвёртое золото. Противником Ерболата по финалу был грузин Ушанги Кузанашвили.
На следующем чемпионате мира в Минске казахстанский самбист довольствовался бронзовой наградой.
На чемпионате мира 2016 года в Софии после долгого перерыва Ерболат завоевал очередную медаль — серебро в категории до 57 кг. В финале он уступил грузинскому самбисту Вахтангу Чидрашвили.
Трёхкратный чемпион Кубка мира (2010, 2011, 2012), чемпион Суперкубка мира (2012).

## Образование
В 2006 году Ерболат получил диплом Уральского педагогического колледжа, а позже закончил Западно-Казахстанскую гуманитарную академию по специальности «преподаватель физического воспитания».

## Служба в полиции
Служит в Департаменте внутренних дел Западно-Казахстанской области. Старший лейтенант полиции.